# Vršovice (Ústí nad Labem)
Vršovice är en ort i Tjeckien. Den ligger i regionen Ústí nad Labem, i den nordvästra delen av landet, 50 km nordväst om huvudstaden Prag. Vršovice ligger 177 meter över havet och antalet invånare är 252.
Terrängen runt Vršovice är platt åt nordväst, men åt sydost är den kuperad. Vršovice ligger nere i en dal. Runt Vršovice är det ganska tätbefolkat, med 134 invånare per kvadratkilometer. Närmaste större samhälle är Louny, 3,5 km väster om Vršovice. Trakten runt Vršovice består till största delen av jordbruksmark.